# Bundesratswahl 1995 (Ersatzwahl)
Am 27. September 1995 fand in der Schweiz eine Bundesratsersatzwahl statt.
Die Ersatzwahl wurde nötig durch den Rücktritt von Bundesrat Otto Stich (SP). Er begründete seinen Rücktritt vor allem mit seinem Alter. Später gestand er, dass es einen Zusammenhang gab mit einer Niederlage im Bundesrat beim Entscheid, die NEAT mit dem Lötschberg-Basistunnel zu bauen.
Die SP, die gemäss der Zauberformel Anspruch auf den Sitz hatte, nominierte zwei Männer zur Wahl: Otto Piller (Freiburg) und Moritz Leuenberger (Zürich). Starke Kräfte in der FDP-Fraktion wollten die Zauberformel sprengen und forderten eine FDP-Kandidatur. Vreni Spoerry hätte sich dafür zur Verfügung gestellt. Jedoch wurde nach einem knappen Fraktionsentscheid auf eine Kandidatur verzichtet. Die SVP und die CVP liessen verlauten, die Konkordanz nicht in Frage zu stellen und einen SP-Kandidaten zu wählen.
Auch die SP-Mitglieder Eduard Belser und Gret Haller waren keine offiziellen Kandidaten. Da die SP mit Ruth Dreifuss bereits mit einer Frau im Bundesrat vertreten war, spielte die Geschlechterfrage kaum eine Rolle.

## Resultate
|                         | 1. Wahlgang | 2. Wahlgang | 3. Wahlgang | 4. Wahlgang | 5. Wahlgang |
| ----------------------- | ----------- | ----------- | ----------- | ----------- | ----------- |
| ausgeteilte Wahlzettel  | 244         | 244         | 244         | 244         | 244         |
| eingegangene Wahlzettel | 244         | 244         | 243         | 244         | 244         |
| leer/ungültig           | 1/0         | 0/1         | 1/0         | 11/0        | 33/1        |
| gültig total            | 243         | 243         | 242         | 233         | 210         |
| absolutes Mehr          | 122         | 122         | 122         | 117         | 106         |
| Moritz Leuenberger      | 81          | 96          | 105         | 110         | 124         |
| Otto Piller             | 48          | 68          | 76          | 73          | 86          |
| Eduard Belser           | 17          | 27          | 40          | 50          | –           |
| Vreni Spoerry           | 65          | 45          | 21          | –           | –           |
| Gret Haller             | 15          | –           | –           | –           | –           |
| verschiedene            | 10          | 2           | –           | –           | –           |

Im fünften Wahlgang setzte sich der offizielle Kandidat Moritz Leuenberger mit 36 Stimmen Vorsprung durch. Die Amtsübergabe fand am 31. Oktober 1995 statt.

## Weblink
- SF Wissen: Rückblick Bundesratswahlen (Memento vom 28. Juni 2007 im Internet Archive)